# Batalion d’Amour
Batalion d’Amour – polski zespół, który istnieje na scenie muzycznej od 1989 roku. Przez wielu identyfikowany ze sceną gotycką, tworzy muzykę, w której usłyszeć można dość zróżnicowane elementy stylistyczne. Pewien klucz, do którego odwołuje się sam zespół, to rockmetal z elementami gotyku i progrocka. Zespół nigdy nie trzymał się sztywno gotyckiej etykiety. Po zmianie wokalistki w 2001 roku, którą stała się Karolina Andrzejewska – absolwentka Szkoły Wokalno-Aktorskiej w Krakowie i wieloletnia uczennica Studium Baletowego w Krakowie, autorka linii melodycznych i większości tekstów z ostatniego albumu – muzyka straciła jeszcze bardziej swoją gotycką estetykę na rzecz bardziej progresywnych zwrotów. Zespół ma na koncie 6 albumów wydanych na CD: Labirynt Zdarzeń, Dotyk iluzji, 55 Minutes of Love, W Teatrze snów, NIYA, Fenix, z których pierwszy datowany jest na rok 1998, a ostatni został wydany w 2016 roku przez wytwórnię Echozone. Charakterystyczną cechą grupy są interpretacje utworów brytyjskiej grupy Depeche Mode, które ukazywały się na wszystkich jej albumach. Były to m.in. takie utwory jak Personal Jesus czy Dream On.
Zespół ma na swoim koncie kilkukrotne występy na festiwalu Castle Party i Hunter Fest, obok takich zespołów jak Amorphis, Acid Drinkers, Decapitated i Fear Factory, oraz trasy koncertowe z Moonlight, Closterkeller i Aion, koncerty w kraju i za granicą. W grudniu 2005 Batalion powrócił na scenę z wydawnictwem NIYA, zarejestrowanym już z Karoliną Andrzejewską. Była to jedna z najlepiej ocenionych w pierwszej połowie 2006 r. płyt w Teraz Rock (4 gwiazdki). Po wydaniu płyty zespół wyruszył na trasę koncertową, by promować najnowszy materiał. Wystąpił również na festiwalu Castle Party w 2006 i 2013 roku u boku takich gwiazd jak The Birthday Massacre, Riverside, Agressiva 69, Splendor czy Das Moon.
W 2014 roku miała miejsce premiera teledysku do utworu Niya. Zespół zarejestrował utwór Ziemia obiecana na przygotowaną przez Alchera Visions kompilację pt. Po drugiej stronie lustra – Tribute to Closterkeller. Na płycie znalazło się 15 coverów w wykonaniu polskich zespołów. Utwór Batalion d’Amour został wyróżniony jako jeden z trzech najlepszych pozycji na albumie, dzięki czemu był emitowany w radio Trójka.

## Muzycy
| Obecni członkowie zespołu - Piotr Grzesik – gitara basowa, śpiew (od 1989) - Mariusz „Pajdo” Pająk – perkusja (od 1989) - Robert Kolud – gitara (od 1995) - Mirosław Zając - instrumenty klawiszowe (od 1995) - Karolina Andrzejewska - śpiew (od 2002) |  | Byli członkowie zespołu - Jakub Herok – gitara (1989–1991) - Sławomir Janusz – gitara (1989–1991) - Waldemar Rymorz - instrumenty klawiszowe (1989–1990) - Sylwester Laboch – gitara (1991–1995) - Piotr Zacharski - instrumenty klawiszowe, perkusja (1991–1995) - Tomek Ziemiński – gitara (1995–2000) - Anna Blomberg-Gahan – śpiew (1995–2001) |

## Dyskografia
Albumy studyjne
| Tytuł              | Dane dot. albumu                                           |
| ------------------ | ---------------------------------------------------------- |
| Labirynt zdarzeń   | - Data: lipiec 1998 - Wydawca: Morbid Noizz Productions    |
| Dotyk iluzji       | - Data: 20 maja 1999 - Wydawca: Metal Mind Productions     |
| 55 Minutes of Love | - Data: 19 czerwca 2000 - Wydawca: Metal Mind Productions  |
| W teatrze snów     | - Data: październik 2001 - Wydawca: Metal Mind Productions |
| NIYA               | - Data: 30 grudnia 2005 - Wydawca: Metal Mind Productions  |
| Fenix              | - Data: 4 listopada 2016 - Wydawca: Echozone               |

Dema
| Tytuł         | Dane dot. albumu                       |
| ------------- | -------------------------------------- |
| Synowie buntu | - Data: 1995 - Wydawca: wydanie własne |

Single
| Tytuł       | Rok  | Pozycja na liście | Album |
| Tytuł       | Rok  | Turbo Top         | Album |
| ----------- | ---- | ----------------- | ----- |
| „Charlotte” | 2016 | 14                | Fenix |